# Pseudabutilon umbellatum
Pseudabutilon umbellatum är en malvaväxtart som först beskrevs av Carl von Linné, och fick sitt nu gällande namn av P.A. Fryxell. Pseudabutilon umbellatum ingår i släktet Pseudabutilon och familjen malvaväxter. Inga underarter finns listade i Catalogue of Life.